# Otholobium wilmsii
Otholobium wilmsii är en ärtväxtart som först beskrevs av Hermann August Theodor Harms, och fick sitt nu gällande namn av Charles Howard Stirton. Otholobium wilmsii ingår i släktet Otholobium och familjen ärtväxter. Inga underarter finns listade i Catalogue of Life.